# Église Santi Celso e Giuliano

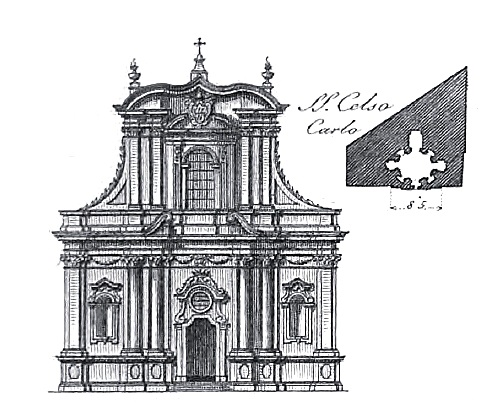
Elévation et Plan

Santi Celso e Giuliano est une basilique mineure de Rome, en Italie. Elle a obtenu ce statut par la coutume et la pratique constante depuis l'antiquité. L'église est située dans le rione Ponte, sur le Vicolo del Curato, juste à côté de la Via del Banco di Santo Spirito, la voie menant au Pont Saint-Ange.
L'église Celso e Giuliano est une « chapelle pontificale ». Les chanoines de la collégiale sont mentionnés au XIVe siècle. Au 17e siècle, il y avait un archiprêtre et sept chanoines.

## Histoire
Une église avait été construite sur le site au IXe siècle. La reconstruction de l'église a débuté au XVIe siècle, sous le pape Jules II, qui a demandé à Bramante d'en établir les plans (1509). Ses dessins n'ont jamais été pleinement mis en œuvre. Sous le pape Clément XII, l'architecte Carlo de Dominicis a créé l'église que nous voyons aujourd'hui. L'édifice, de style baroque, a un plan ovale, terminé en 1735, y compris la façade. L'oeuvre la plus remarquable est le grand retable, un Christ en Gloire, par Pompeo Batoni.

## Galerie

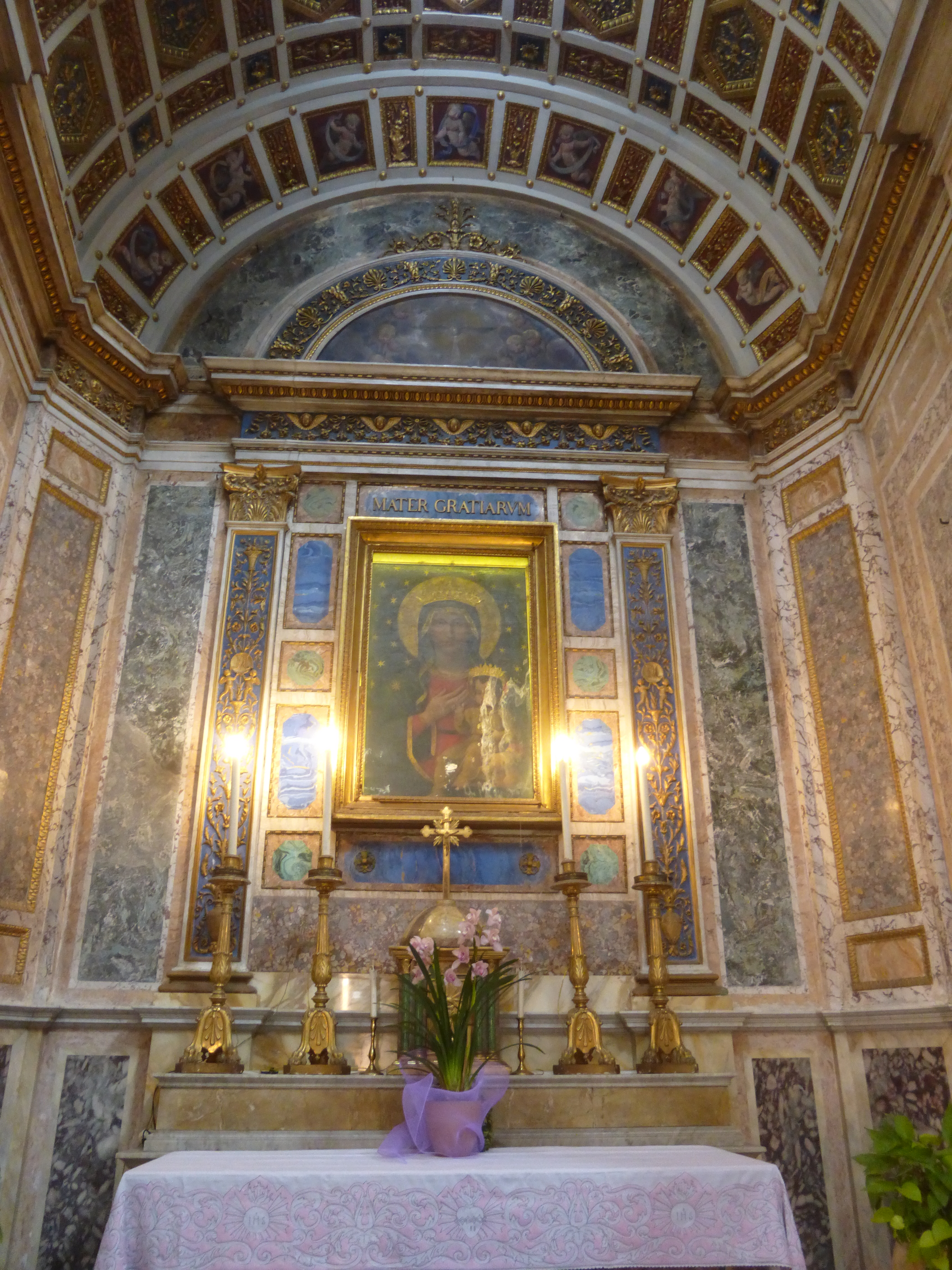
Madonna della Grazie
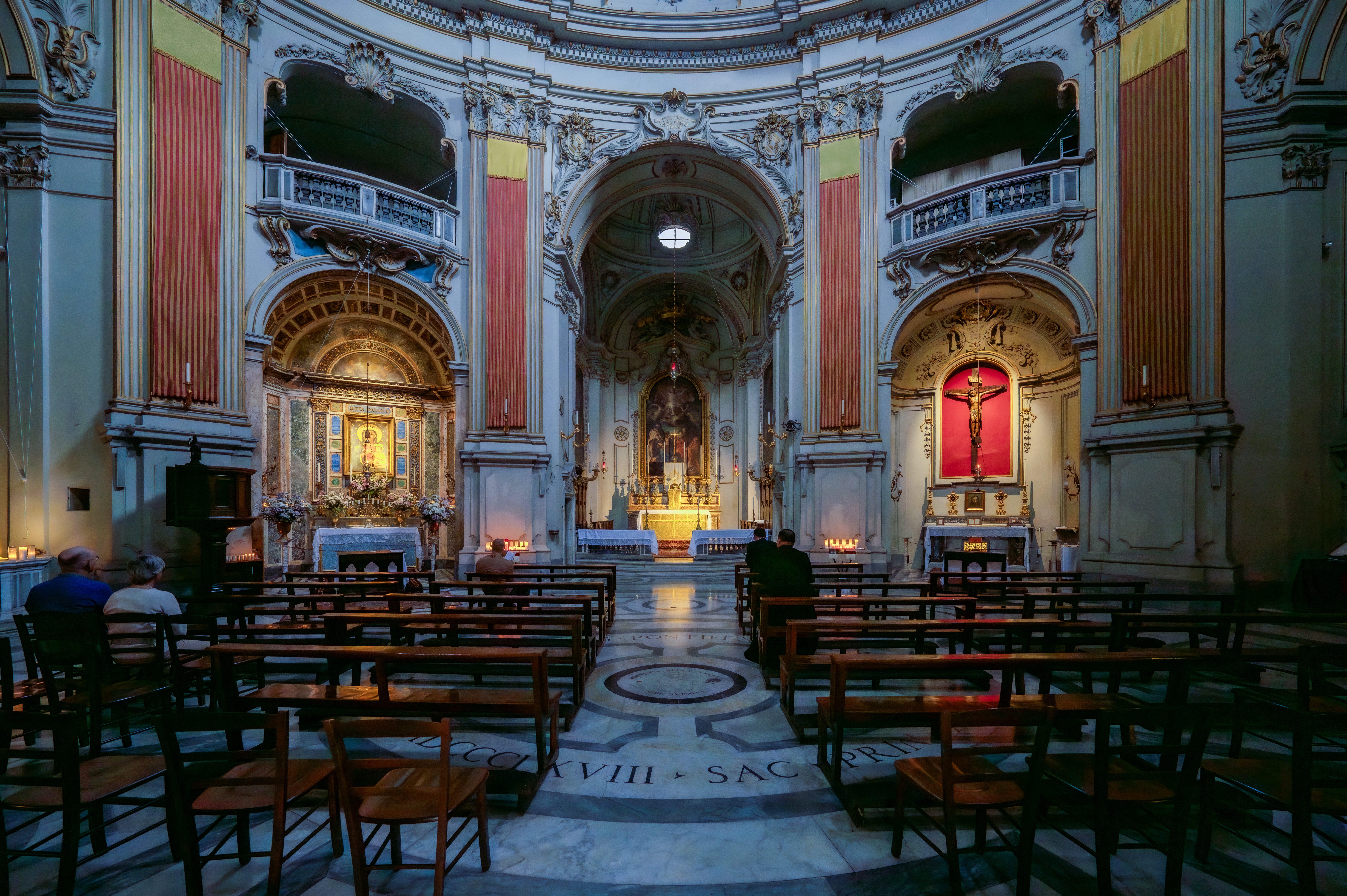
Autel
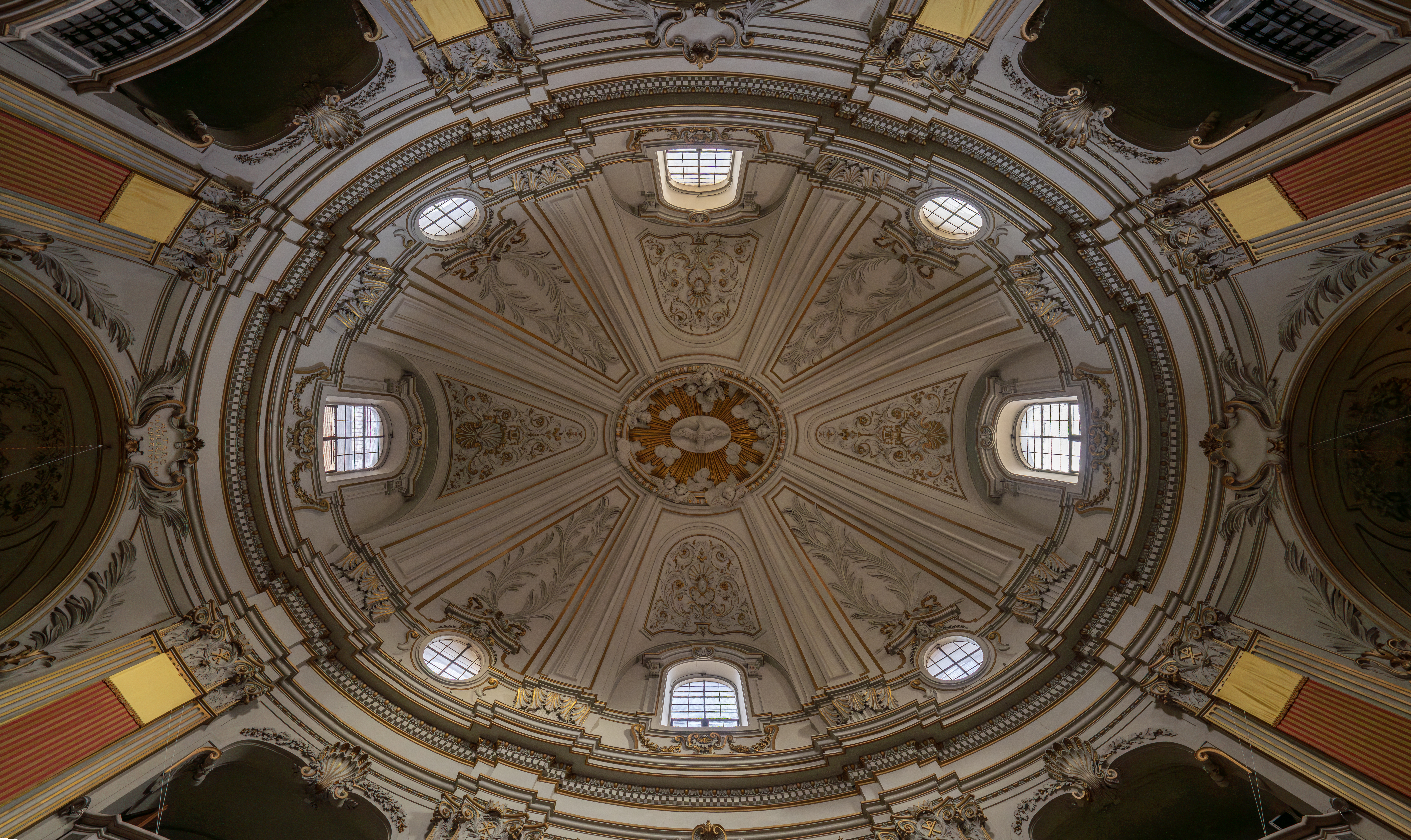
Coupole